# تحت مظلة الملكة
تحت مظلة الملكة (بالكورية: 슈룹)؛ هو مسلسل تلفزيوني تاريخي كوري جنوبي، من بطولة كيم هي-سو. عرض على قناة تي في إن في 15 أكتوير إلى 4 ديسمبر 2022. بث كل يومي السبت والأحد في تمام الساعة 21:10 بتوقيت (KST)، وهو متاح ايضاً على نتفليكس.

## القصة
تتناول الدراما حول أفضل طريقة تعليمية للأمراء في عهد مملكة جوسون. لتغيير الأمراء المشاغبين الذين يتسببون في إزعاج العائلة المالكة، إلى الأمراء حقيقين.

## طاقم

### رئيسي
- كيم هي-سو في دور الملكة ايم هوا ريونغ[6]
  - شيرين في دور المراهقة هوا ريونغ[10]
- كيم هاي سوك في دور الملكة الأم[6]
- تشوي وون يونغ في دور الملك أي هو[6]

### دور داعم

#### الأمراء
- مون سانغ مين في دور الأمير سانغ نام[11]
- كانغ تشان هي في دور الأمير أوي سونغ[12]
- يوو سيون-هو في دور الأمير جيو سيونغ[13]
- يون سانغ هيون في دور الأمير مو آن[14]
- كيم مين كي في دور الأمير بو غوم[6]
- شين إيان في دور الأمير يونغ مين[15]
- باي ان هيوك في دور ولي العهد

### أخروون
- كيم هوي سونغ في دور هوانغ وون هيونغ[16]
- أوك جا يون في دور هوانغ جوي إن[17]
- كيم غا يون في دور تاي سو يونغ[18]
- جانغ هيون-سونغ في دور يون سو كوانغ [19]
- وو جونغ وون في دور  المرافقة الملكية جواي ان جو[20]
- لي سو هي في دور سيدة المحكمة بارك[21]
- هان دونغ هي في دور الأميرة المتوجة مين هوي بين[22]
- مون سيونغ هيون في دور سيم سو جون[23]
- جيون هي-وون في دور تشو وول[24]
- كيم يونغ جاي في دور مين سيونغ يون[25]
- لي جونغ اون في دور نام سانغ جونغ[26]
- سونغ يونغ آه في دور المرافقة الملكية سوك يونغ[27]
- يو يون في دور سيدة المحكمة أوه[28]
- شين سوجونغ في دور سو أي[29]
- سيو يي سوك في دور الملكة يون[30]

### ظهور خاص
- راين بي[31]

## المشاهدات
ملاحظة: نظراً لتوفر المسلسل على شبكة نتفليكس، فالمشاهدات الكلية للمسلسل غير معروفة. 
| الموسم | الموسم | رقم الحلقة | رقم الحلقة | رقم الحلقة | رقم الحلقة | رقم الحلقة | رقم الحلقة | رقم الحلقة | رقم الحلقة | رقم الحلقة | رقم الحلقة | رقم الحلقة | رقم الحلقة | رقم الحلقة | رقم الحلقة | رقم الحلقة | رقم الحلقة | المتوسط     |
| الموسم | الموسم | 1          | 2          | 3          | 4          | 5          | 6          | 7          | 8          | 9          | 10         | 11         | 12         | 13         | 14         | 15         | 16         | المتوسط     |
| ------ | ------ | ---------- | ---------- | ---------- | ---------- | ---------- | ---------- | ---------- | ---------- | ---------- | ---------- | ---------- | ---------- | ---------- | ---------- | ---------- | ---------- | ----------- |
|        | 1      | 1.846      | 2.039      | 1.682      | 2.286      | 1.750      | 2.690      | 2.104      | 2.873      | 2.426      | 3.015      | 2.599      | 3.247      | 2.935      | 3.389      | 3.047      | 4.049      | ستُعلن لاحقًا |

وفقا لنيلسن، فقد حققت الحلقة الثامنة رقماً قياسياً في نسب المشاهدة، بمتوسط تقييم بلغ 12.2% حوالى أكثر من 3 مليون مشاهد، ليصبح أنجح الأعمال الدرامية لهذا العام في كوريا، بجانب محامي الدولار، البلوز خاصتنا، المحامية يونغ وو.
| الحلقات | تاريخ البث     | تقييمات "نيلسن كوريا" | تقييمات "نيلسن كوريا" |
| الحلقات | تاريخ البث     | على الصعيد الوطني     | منطقة العاصمة         |
| --- | -------------- | --------------------- | --------------------- |
| 1 | 15 أكتوبر 2022 | 7.649%                | 8.668%                |
| 2 | 16 أكتوبر 2022 | 9.062%                | 10.259%               |
| 3 | 22 أكتوبر 2022 | 6.980%                | 7.307%                |
| 4 | 23 أكتوبر 2022 | 9.471%                | 10.065%               |
| 5 | 29 أكتوبر 2022 | 7.751%                | 8.334%                |
| 6 | 30 أكتوبر 2022 | 11.285%               | 12.008%               |
| 7 | 5 نوفمبر 2022  | 9.365%                | 9.590%                |
| 8 | 6 نوفمبر 2022  | 11.821%               | 13.043%               |
| 9 | 12 نوفمبر 2022 | 9.993%                | 11.015                |
| 10 | 13 نوفمبر 2022 | 12.296%               | 13.391%               |
| 11 | 19 نوفمبر 2022 | 10.842%               | 11.548%               |
| 12 | 20 نوفمبر 2022 | 13.415%               | 14.201%               |
| 13 | 26 نوفمبر 2022 | 12.851%               | 14.012%               |
| 14 | 27 نوفمبر 2022 | 14.100%               | 14.786%               |
| 15 | 3 ديسمبر 2022  | 13.353%               | 14.562%               |
| 16 | 4 ديسمبر 2022  | 16.852%               | 18.159%               |
| المعدل |                |                       |                       |
| تُبث هذه الدراما على قناة الكابل / التلفزيون المدفوع الذي عادةً ما يكون جمهورها أصغر نسبيًا مقارنةً بالمحطات التلفزيونية / العامة (KBS ، SBS ، MBC ، EBS). |                |                       |                       |

## الإنتاج

### صناعة
المسلسل من كتابة بارك بارا واخراج من قبل كيم هيونغ سيك (مخرج قسم الدراما SBS سابقا)، الذي شارك في إخراج مسلسل الجراحة بونغ دال هي (2007)، إشارة (2010)، الشبح (2012)، واخرج مسلسل هابيل وقابيل (2008). ومن تخطيط استوديو دراغون وإنتاجه من قبل فريق شركة هاو بيكتشرز، التابعة لي جي تي بي سي إستوديوز.

### طاقم
في 26 أغسطس 2022 ، تم تأكيد تشكيلة طاقم التمثيل.

## روابط خارجية
- الموقع الرسمي
 باللغة الكورية
- تحت مظلة الملكة على موقع IMDb (الإنجليزية)
- تحت مظلة الملكة على موقع نتفليكس (الإنجليزية)
- تحت مظلة الملكة على موقع فيلمافينيتي (الإسبانية)
- تحت مظلة الملكة على موقع قاعدة بيانات الفيلم (الإنجليزية)
- تحت مظلة الملكة على هانسينما